# Paracoccus pinguis
Paracoccus pinguis är en insektsart som beskrevs av De Lotto 1964. Paracoccus pinguis ingår i släktet Paracoccus och familjen ullsköldlöss.
Artens utbredningsområde är Tanzania. Inga underarter finns listade i Catalogue of Life.